# 山脇学園中学校・高等学校
山脇学園中学校・高等学校（やまわきがくえん ちゅうがっこう・こうとうがっこう）は、東京都港区赤坂に所在し、中高一貫教育を提供する私立女子中学校・高等学校。
高等学校において、生徒を募集しない完全中高一貫校。

## 概要
1903年（明治36年）、貴族院議員や行政裁判所長官を務めた法学者・山脇玄が、獨逸学協会学校の分校があった牛込白銀町の校地に創立した女子實脩学校（本科3年制、専攻科1年制）を起源とする。
山脇玄の妻で初代校長を務めた山脇房子は英語教育を重視し、受け持った家庭管理の授業では時事問題を生徒同士で討論させるなど進歩的な教育を実践した。
1906年（明治39年）、赤坂檜町の新校舎に移転し、高等女子實脩学校と改称。1908年（明治41年）5月1日、高等女学校令により山脇高等女学校となった（本科４年制、家事専攻科２年制）。1935年（昭和10年）、赤坂丹後町の現在の校地に移転した。
1947年（昭和22年）、学制改革により山脇学園中学校・高等学校となった。
建学の精神は「女性の本質を磨き、いつの時代にも適応できる教養高き女性の育成」。
教育目標として「自ら求め、深く学ぶ（自主・探究）」「志を抱き、未来を拓く（立志・展望）」「お互いに思いやり、仲間とともに創る（互恵・協働）」を掲げている。
高校生活最後の思い出となる体育祭では、イギリスの作曲家アルバート・ケテルビーが作曲したペルシャの市場にての音楽に乗せたダンスを披露し、校章であるハートに富士山を描くことが生徒の良き思い出となっている。
同窓生には毎年「わすれな草」という同窓生や各地の支部の紹介等が書かれた小冊子が送られている。

## 沿革
- 1903年 - 牛込白銀町に女子實脩学校として開学
- 1906年 - 赤坂檜町の新校舎に移転、高等女子實脩学校と改称
- 1908年 - 高等女学校令により山脇高等女学校と改称
- 1928年 - 財団法人山脇高等女学校へ改組
- 1935年 - 現在地に新校舎を新築落成、移転
- 1947年 - 学制改革に伴い組織変更、山脇学園中学校・高等学校設置
- 1951年 - 学校法人化
- 1963年 - 中学校新校舎竣工
- 1968年 - 中学校・高等学校第3期新校舎竣工
- 1979年 - 高等学校新校舎竣工
- 1988年 - アメリカ・ボストンのラッセル大学（英語版）と姉妹校提携
- 2013年 - 高等学校校舎建て替え竣工、中学校に英語チャレンジプログラムクラスと科学探究チャレンジプログラムクラスを設置
- 2014年 - 中学校校舎建て替え竣工
- 2017年 - 重要文化財武家屋敷門[4]移築（志の門）
- 2022年 - 高等学校にサイエンスクラスを設置[5]
- 2023年 - 山脇有尾類研究所を設立[6]
- 2024年 - 文部科学省よりスーパーサイエンスハイスクールの指定を受ける（2028年度まで）[7]

## 交通
出典 : 
| 路線名             | 最寄り駅     | 出口 | 徒歩所要時間 |
| ------------------ | ------------ | ---- | ------------ |
| 東京メトロ丸ノ内線 | 赤坂見附駅   | A    | 5分          |
| 東京メトロ半蔵門線 | 永田町駅     | A    | 7分          |
| 東京メトロ千代田線 | 赤坂駅       | 1番  | 7分          |
| 都営地下鉄大江戸線 | 青山一丁目駅 | 4番  | 10分         |

## 制服
- 第一制服 白襟・白カフスの濃紺ワンピース、黒ソックスまたは白ソックス
- 第二制服 グレーのブレザー、白ブラウス、濃紺スカート、リボン、グレーハイソックス
- 指定補助服装 白ニットベスト、白またはモカ茶または紺のセーター、グレーのダッフルコート

※中高共通。2013年度より一部デザイン変更、夏服冬服の着用期間をなくした季節自由制。
※第一制服のワンピースは東京府下の女子教育機関で初めて採用された洋装の制服である。

## 校章
ハート形の中に富士山が描かれたデザインのシンボルマーク
「温かで優しい心（ハート）の中に、富士山のような真摯な姿、凛とした気高さ、清新な志を持つ女性。何事にも動じない克己心を持ち、徳の高い人になろうと努力し続ける女性」を表す。

## 高大連携
- 芝浦工業大学 - 教育連携協定[11]
- 昭和女子大学 - 教育連携協定[12]
- 学習院女子大学 - 教育連携協定[13]
- 北里大学 - 教育連携協定[14]
- 東京農業大学 - 教育連携協定[15]
- 法政大学 - 教育連携協定[16]
- 関西大学 - 教育連携協定[17]
- 専修大学 - 教育交流協定[18]

## 社会・地域連携
- 東京都港区教育委員会- 教育環境の充実にむけた連携協力[19]

## 著名な関係者
- 山脇玄 - 創立者。法学者、貴族院議員。
- 山脇房子 - 初代校長。山脇玄の妻。教育者、聖公会信徒。
- 山脇春樹 - ２代校長。山脇玄と房子の養子（女婿）。内務官僚、第18代栃木県知事、第20代愛知県知事。
- 東儀鉄笛 - 雅楽家・作曲家。女子實脩学校の幹事を務めた[20]。
- 高橋俊人 - 歌人。元教諭[21]。

## 著名な出身者
文化人
- 川上喜久子（小説家）
- 鈴木その子（美容研究家）
- 中村千栄子（詩人・作詞家）
- 長谷川町子（漫画家）
- 藤原シシン（作家）
- マダム路子（日本初魅力研究家・美容家・作家）
- 森岡貞香（歌人）
- 堀口茉純(歴史作家)
- 山口恵梨子（将棋女流棋士）
- 畠中雅子（ファイナンシャル・プランナー）

マスメディア
- 小田正実（フリーアナウンサー）
- 落合由佳（フリーアナウンサー）
- 塩﨑実央（NHKアナウンサー）
- 滝井礼乃（元テレビ東京アナウンサー）
- 山本里菜（元TBSアナウンサー、フリーアナウンサー）

芸能
- 朝丘雪路（女優）
- 貫地谷しほり（女優）
- 北林谷栄（女優）
- 久保菜穂子（女優）
- 鈴木奈都（芸人）
- 多岐川裕美（女優）
- 鳥居かほり（女優）
- 葉山恵里（女優）
- 葉山葉子（女優）
- 牧よし子（女優）
- 真理アンヌ（女優）
- 水沢アキ（女優）
- 村上麗奈（元女優）
- 高橋有紀子（モデル）
- 美稀千種（宝塚歌劇団）

政治家
- 伊藤玲子（元鎌倉市議会議員）
- 沢たまき（元参議院議員・歌手・女優）

## 系列校
- 山脇学園短期大学（2011年廃止）